# Maderhalm
Maderhalm (mundartlich: Madrhalm) ist ein Gemeindeteil der Gemeinde Fischen im Allgäu im bayerisch-schwäbischen Landkreis Oberallgäu.

## Geographie
Das Dorf liegt circa ein Kilometer südwestlich des Hauptorts Fischen. Östlich der Ortschaft verläuft die Bundesstraße 19.

## Ortsname
Der Ortsname stammt vom Personennamen Adelhalm und bedeutet Ansiedlung des Adelhalm. Der heutige Name mit dem voranstehenden „M“ entstand durch eine Agglutination mit der Präposition „zem“.

## Geschichte

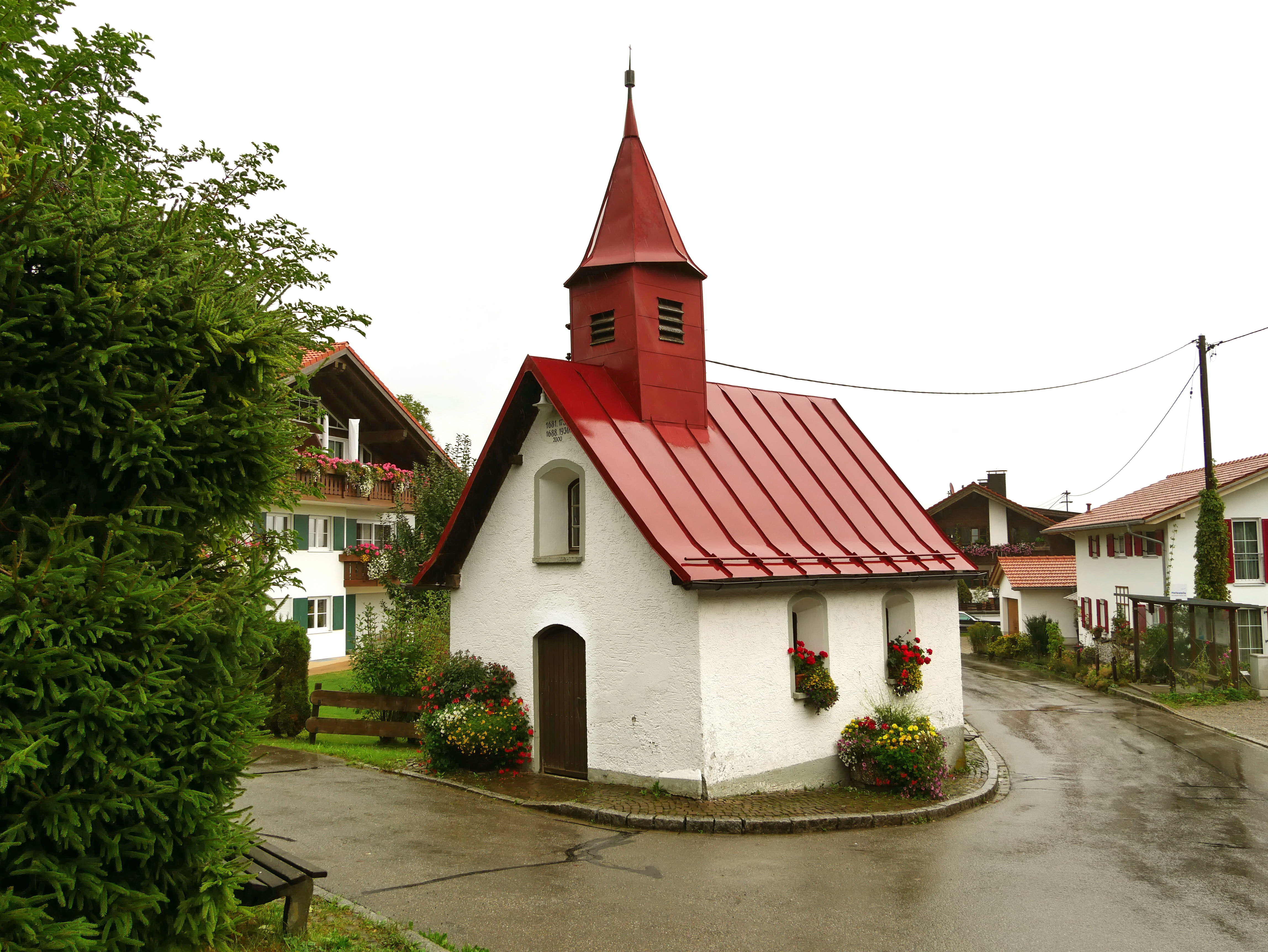
Marienkapelle

Maderhalm wurde erstmals urkundlich im Jahr 1393 erwähnt als das Kloster Isny zu dem Adelhalm Zins bezog. Im Jahr 1681 wurde die Marienkapelle erbaut.

## Baudenkmäler
Siehe: Liste der Baudenkmäler in Maderhalm